# Île Perrot
L'Île Perrot è un'isola del Canada, localizzata a sud-ovest rispetto all'isola di Montréal, tra il lago Saint-Louis ed il lago Deux Montagnes.
Dal punto di vista amministrativo, l'isola fa parte del Québec e della regione amministrativa di Montérégie. Si trovano sull'isola quattro municipalità: Notre-Dame-de-l'Île-Perrot, Pincourt, Terrasse Vaudreuil e L'Île-Perrot.